# Cynthia Lummis

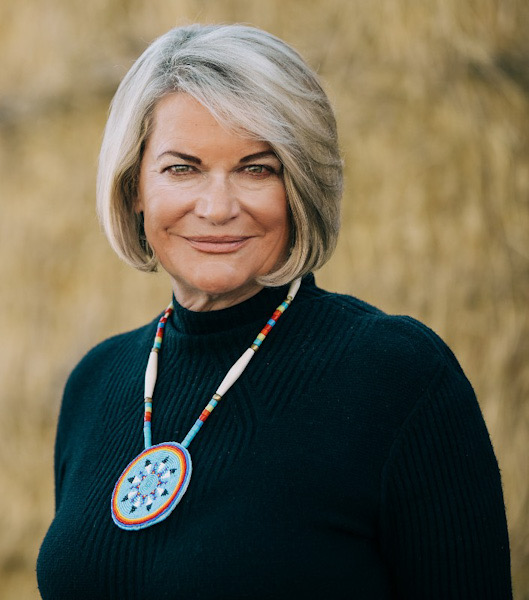
Cynthia Lummis (2021)

Cynthia Marie Lummis Wiederspahn (* 10. September 1954 in Cheyenne, Wyoming) ist eine US-amerikanische Politikerin (Republikanische Partei). Von Januar 2009 bis Januar 2017 vertrat sie den Bundesstaat Wyoming im US-Repräsentantenhaus; seit Januar 2021 vertritt sie ihn im US-Senat.

## Frühe Jahre und politischer Aufstieg
Cynthia Lummis besuchte die Schulen ihrer Heimat und studierte dann an der University of Wyoming unter anderem Tierwissenschaft, Biologie und Jura. Danach übernahm sie die Ranch ihrer Familie, auf der sie bis heute Vieh züchtet. Lummis wurde Mitglied der Republikanischen Partei. Von 1979 bis 1983 sowie zwischen 1985 und 1993 saß sie als Abgeordnete im Repräsentantenhaus von Wyoming, von 1993 bis 1995 gehörte sie dem Staatssenat an. Zwischen 1994 und 1996 arbeitete sie auch im Stab von Gouverneur Jim Geringer. Von 1999 bis 2007 fungierte sie als Wyoming State Treasurer. Im Jahr 2007 war sie eine von drei Kandidaten für die Neubesetzung des nach dem Tod von US-Senator Craig L. Thomas vakanten Sitzes im Kongress. Gouverneur Dave Freudenthal entschied sich aber für John Barrasso.

## Abgeordnete im Repräsentantenhaus
Im Jahr 2008 bewarb sich Lummis um die Nachfolge von Barbara Cubin, die seit 1995 den einzigen Sitz des Staates Wyoming im US-Repräsentantenhaus eingenommen hatte. In den Vorwahlen ihrer Partei schlug sie ihren Hauptkonkurrenten deutlich, den Geschäftsmann und Rancher Mark Gordon. Bei der Wahl am 4. November 2008 besiegte sie, gegen den Bundestrend, mit 53 Prozent der Wählerstimmen den Demokraten Gary Trauner. Ab dem 3. Januar 2009 vertrat sie den Staat Wyoming im US-Repräsentantenhaus. Bis 2014 wurde sie bei allen Wahlen wiedergewählt; 2016 verzichtete sie auf eine weitere Kandidatur. Daher schied sie zum 3. Januar 2017 aus dem Repräsentantenhaus aus. Sie war Mitglied in mehreren Ausschüssen und Caucuses. Von 2011 bis 2013 war sie Vorsitzende des Congressional Caucus for Women's Issues.

## Senatorin
Am 3. November 2020 kandidierte sie für den Klasse-II-Sitz des Bundesstaates Wyoming im Senat der Vereinigten Staaten. Der bisherige Amtsinhaber Mike Enzi hatte auf eine erneute Kandidatur verzichtet. Sie gewann die Wahl mit mehr als 70 % der Stimmen, ihre demokratische Gegenkandidatin Merav Ben-David erhielt etwa 27 % (Stand 5. November 2020 nach Auszählung von 97 % der Stimmen).
Nach dem Sturm von militanten Trump-Anhängern auf das Kapitol in Washington am 6. Januar rückten einige US-Senatoren von ihrer Ankündigung ab, bei der Auszählung der Wahlmänner-Stimmen am 6. Januar 2021 das Wahlergebnis in bestimmten Bundesstaaten bei der Präsidentschaftswahl 2020 anzuzweifeln. Lummis war eine von acht US-Senatoren, die die Präsidentschaftswahl bei dieser Auszählung trotzdem noch anzweifelten.

## Privatleben
Cynthia Lummis war ab 1983 mit dem 2014 verstorbenen Geschäftsmann und Rechtsanwalt Alvin Wiederspahn verheiratet. Wiederspahn war Mitglied der Demokratischen Partei und saß für diese im Repräsentantenhaus und im Senat von Wyoming. Das Paar hat eine gemeinsame Tochter.